# Tick-Tock (Albina)
Tick-Tock è un singolo della cantante croata Albina, pubblicato il 13 febbraio 2021 su etichetta discografica Universal Music Croatia.

## Descrizione
Il brano è stato presentato dal vivo il 13 febbraio 2021 al programma televisivo Dora trasmesso su HRT 1, che ha funto da selezione del rappresentante nazionale all'Eurovision Song Contest 2021 a Rotterdam, nei Paesi Bassi. Il programma si è concluso con il trionfo di Albina sia nel voto della giuria che nel televoto, regalandole la possibilità di cantare per la Croazia sul palco eurovisivo. Nel maggio successivo, Albina si è esibita nella prima semifinale eurovisiva, piazzandosi all'11º posto su 16 partecipanti con 110 punti totalizzati e non qualificandosi per la finale per soli sei punti.

## Tracce
Testi e musiche di Branimir Mihaljević, Max Cinnamon, Tihana Buklijaš Bakić.
1. Tick-Tock – 3:00
2. Tick-Tock (Dora Version) – 3:00
3. Tick-Tock (Local Version) – 3:00
4. Tick-Tock (Instrumental Version) – 3:00

## Classifiche
| Classifica (2021) | Posizione massima |
| ----------------- | ----------------- |
| Croazia           | 1                 |
| Lituania          | 48                |